# 地茶酸
地茶酸（也称为雪茶酸）是一种有机化合物，化学式C19H16O11，属于一种缩酚酸，存在于石蕊属（Cladonia）中。